# Tobias Bogner
Tobias Bogner (Sonthofen, 28 maggio 1990) è un ex saltatore con gli sci tedesco.

## Biografia
In Coppa del Mondo esordì l'11 febbraio 2007 a Willingen, ottenendo l'unico podio della carriera (3°).
In carriera prese parte un'edizione dei Campionati mondiali, Sapporo 2007 (8° nella gara a squadre il miglior risultato).

## Palmarès

### Mondiali juniores
- 3 medaglie:
  - 2 argenti (gara a squadre a Štrbské Pleso 2009; gara a squadre a Hinterzarten 2010)
  - 1 bronzo (gara a squadre a Stryn 2004)

### Coppa del Mondo
- Miglior piazzamento in classifica generale: 90º nel 2010
- 1 podio (a squadre):
  - 1 terzo posto